# Хакаський рубль
Платіжний засіб Ради Міністрів Республіки Хакасія — сурогатні гроші номіналом 5000 рублів, випущені Радою Міністрів Республіки Хакасія в обіг на території Республіки Хакасія, Російська Федерація в 1996 році

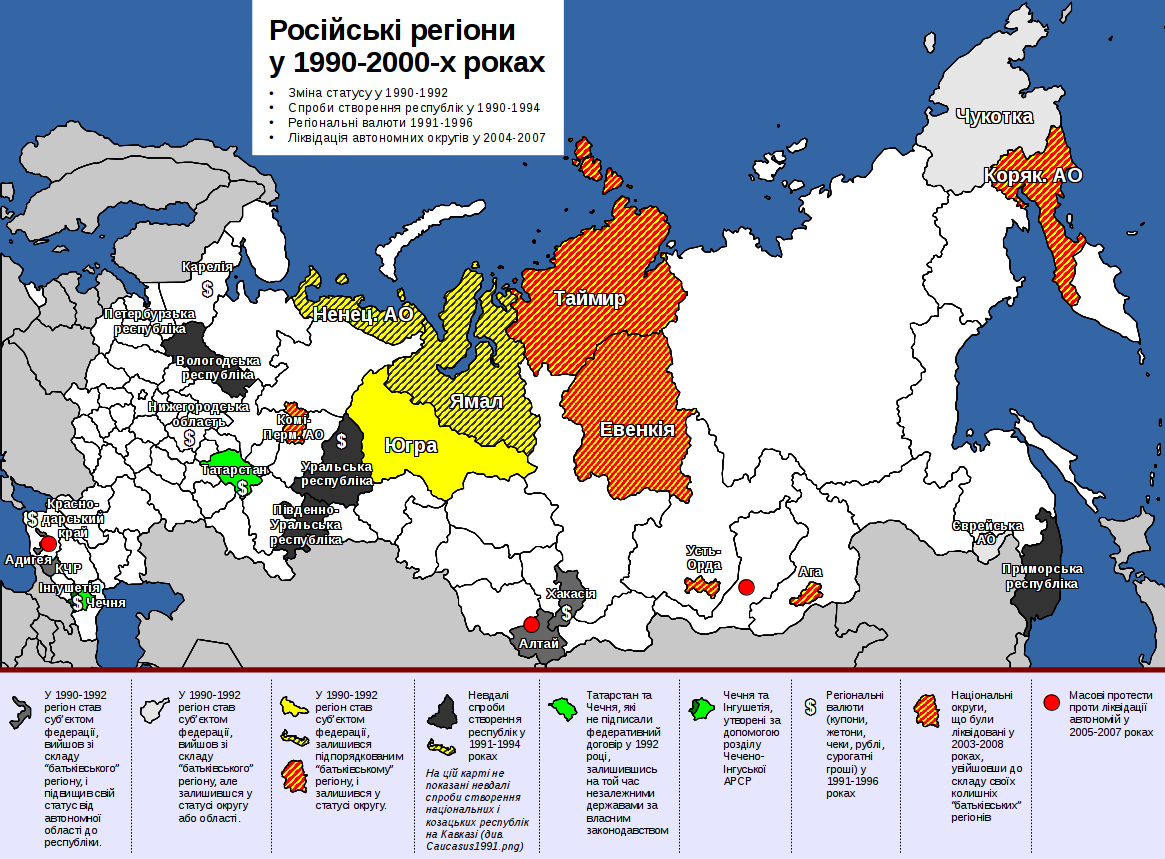
Хакаський рубль на карті регіональних валют Росії

Дані банкноти використовувались до вересня 1998 року і використовувались при розрахунках міністерства соціального захисту Хакасії, відділеннях пенсійного фонду у Республіці Хакасія і Управління ФПС, а також приймались нарівні з рублями усіма підприємствами, організаціями і закладами республіки під гарантію бюджету республіки незалежно від форми власності. Завдяки випуску цих бонів, вдалось дещо помягшити гостроту проблеми заборгованості по виплаті пенсій.
10 липня 2007 року на засіданні уряду Республіки Хакасія прийнято рішення про ліквідацію цих бонів, що зберігались у Банку Хакасії.
В народі ці банкноти отримали неофіційну назву — катанівки, за іменем тюрколога Миколи Федоровича Катанова, зображеного на їх реверсі.